# James Courtney

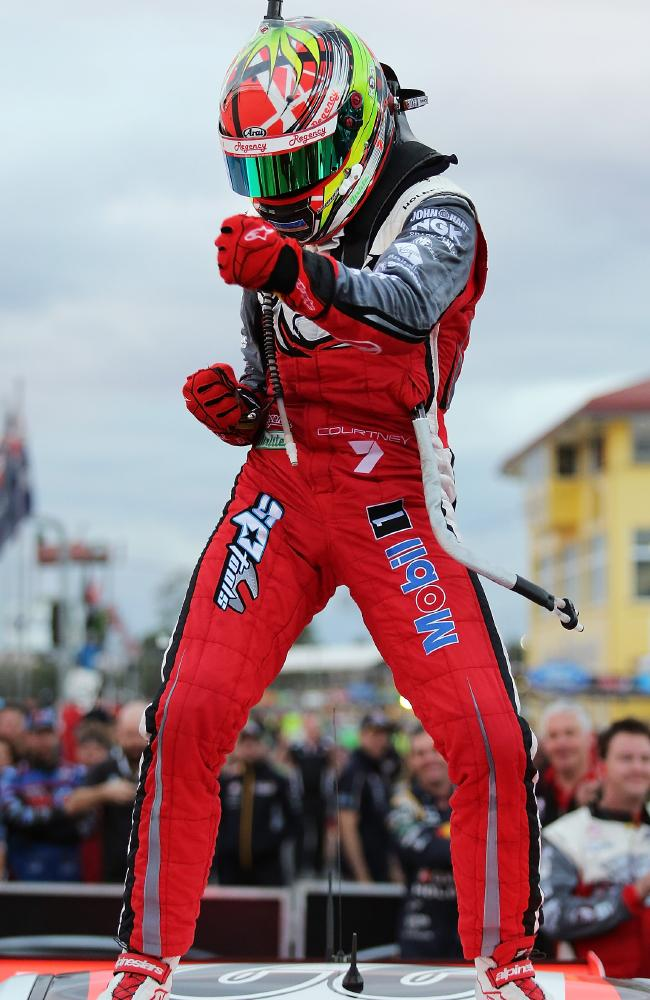
James Courtney feiert einen Rennsieg

James Courtney (* 29. Juni 1980 in Sydney) ist ein australischer Automobilrennfahrer. 2010 gewann er den Meistertitel der V8 Supercars.

## Karriere
Courtney begann seine Motorsportkarriere 1987 im Kartsport und war bis 1998 in dieser Sportart aktiv, wobei er 1997 Kart-Weltmeister in der Formel A war. 1999 wechselte er in den Formelsport und wurde Fünfter in der britischen Formel Ford. 2000 blieb er in dieser Meisterschaft und gewann mit sechs Siegen aus 14 Rennen den Meistertitel vor Mark Taylor. 2001 wechselte er in die britische Formel-3-Meisterschaft, in der er als Teamkollege von André Lotterer für das Jaguar Junior Team antrat. Der Australier gewann den Saisonauftakt und stand im weiteren Verlauf der Saison neun Mal auf dem Podium. Die Saison beendete er als bester Pilot seines Teams auf dem vierten Platz in der Meisterschaft.
2002 wechselte Courtney innerhalb der britischen Formel-3-Meisterschaft zu Carlin Motorsport. Außerdem war er ein Testfahrer des Jaguar-Formel-1-Teams. Courtney gewann zunächst vier Rennen in der britischen Formel-3-Meisterschaft und führte die Meisterschaft an. Bei Formel-1-Testfahrten während der Saison in Monza hatte er einen schweren Unfall. Bei einer Geschwindigkeit von 330 km/h brach die hintere Aufhängung des Jaguars. Courtney schlug mit 306 km/h in die Mauer ein und wurde auf die Strecke zurück geschleudert. Bei dem Einschlag wurde eine Verzögerung von 67 g gemessen. Das Gehirn des Rennfahrers wurde bei dem Unfall gequetscht und er hatte nach dem Unfall Ausfallerscheinungen an seiner rechten Körperhälfte. Courtney litt ein weiteres Jahr unter den Folgen des Unfalls und hatte in diesem Zeitraum eine schwere Migräne. Außerdem nahm er nur noch an einem weiteren Formel-1-Test teil. In der britischen Formel-3-Meisterschaft ließ Courtney ein Rennwochenende aus und kehrte anschließend zurück. Zwar gelang ihm ein weiterer Sieg, für den Gewinn des Meistertitels reichte es jedoch nicht mehr. Der Rennfahrer wurde schließlich Vizemeister hinter Robbie Kerr. 
2003 verließ Courtney Europa und wechselte in die japanische Formel-3-Meisterschaft. Er gewann 13 von 20 Rennen und sicherte sich den Meistertitel vor Ronnie Quintarelli. Außerdem debütierte er in dieser Saison in der Formel Nippon. Er startete bei vier Rennen und belegte am Saisonende den 13. Gesamtrang. 2004 kehrte er dem Formelsport den Rücken und wechselte in den GT-Sport. Er blieb zwei Jahre in der japanischen GT-Meisterschaft Super GT und beendete beide Saisons auf dem siebten Gesamtrang. Insgesamt stand er viermal auf dem Podium.
Nachdem Courtney bereits 2005 in einem Holden Commodore an zwei Rennen der V8 Supercar, einer australischen Tourenwagenmeisterschaft, teilgenommen hatte und die Saison 2005 auf dem 47. Gesamtrang beendet hatte, trat er 2006 vollständig in dieser Serie an. Er wechselte die Marke und startete für Stone Brothers Racing in einem Ford Falcon. Der Australier beendete vier Rennen auf dem Podium und belegte am Saisonende den elften Gesamtrang. 2007 verbesserte er sich mit sieben Podest-Platzierungen auf den neunten Gesamtrang. 2006 gelang ihm im Ford Falcon der erste Sieg in der V8 Supercar. In der Meisterschaft verbesserte er sich auf den sechsten Gesamtrang.
2009 wechselte er zu Dick Johnson Racing, die ebenfalls einen Ford Falcon einsetzten. Courtney gewann zwei Rennen und beendete die Saison auf dem siebten Platz. 2010 duellierte er sich mit Jamie Whincup um den Meistertitel der V8 Supercars. Zwar gewann Whincup mit neun Siegen mehr Rennen als Courtney, der fünf Rennen für sich entscheiden konnte, die Meisterschaft ging jedoch an Courtney, der den Titelkampf mit 3055 zu 2990 Punkten für sich entschied.
In den folgenden Jahren konnte er nicht an die erzielten Erfolge anschließen. Beste Gesamtplatzierung war der sechste Rang 2014. Die Meisterschaft 2019 beendete er als Elfter.

## Persönliches
Courtney ist verheiratet und Vater zweier Kinder (eine Tochter, einen Sohn).

## Statistik

### Karrierestationen
- 1987–1998: Kartsport
- 1999: Britische Formel Ford (Platz 5)
- 2000: Britische Formel Ford (Meister)
- 2001: Britische Formel-3-Meisterschaft (Platz 4)
- 2002: Britische Formel-3-Meisterschaft (Platz 2); Formel 1 (Testfahrer)
- 2003: Japanische Formel-3-Meisterschaft (Meister); Formel Nippon (Platz 13)
- 2004: Japanische GT-Meisterschaft (Platz 7)
- 2005: Super GT (Platz 7); V8 Supercar (Platz 47)
- 2006: V8 Supercar (Platz 11)
- 2007: V8 Supercar (Platz 9)
- 2008: V8 Supercar (Platz 6)
- 2009: V8 Supercar (Platz 7)
- 2010: V8 Supercar (Meister)